# ستيوارت نوبل
ستيوارت نوبل (بالإنجليزية: Stuart Noble)‏ (14 أكتوبر 1983 بإدنبرة في المملكة المتحدة - ) هو لاعب كرة قدم بريطاني في مركز الهجوم. لعب مع سانت جونستون ونادي توركي يونايتد ونادي فولهام ونادي نورثامبتون تاون ونادي إيست فيف ونادي ألوا أثليتيك ونادي وكينغ وأردريونيانز وبيرويك راينجرز وGala Fairydean Rovers F.C. ‏.

## وصلات خارجية
- ستيوارت نوبل على موقع قاعدة بيانات كرة القدم.إي يو (الإنجليزية)
- ستيوارت نوبل على موقع Soccerbase.com (لاعب) (الإنجليزية)